# Nicolae Penescu
Nicolae Penescu (n. 1896, Pitești – d. 4 martie 1982, Paris) a fost un om politic român, membru al PNȚ, care a deținut funcția de Ministru al Afacerilor Interne în Guvernul Constantin Sănătescu (2), în perioada 4 noiembrie 1944 - 6 decembrie 1944.

## Despre terfelirea lui Nicolae Penescu de către regimul comunist
În drumul lor de a ajunge la putere, printre primele măsuri luate de comuniști a fost “epurarea” serviciilor de poliție și siguranță. La presiunea reprezentanților sovietici din Comisia de Armistițiu, Nicolae Penescu (ministru de interne în guvernul Sănătescu) și, ulterior, Nicolae Rădescu (care deținea și portofoliul internelor în guvernul pe care îl conducea) au cedat presiunilor și au îndepărtat din organizațiile respective numeroși ofițeri și agenți, care au fost înlocuiți cu alții, cu vederi favorabile comuniștilor.
Nicolae Penescu a fost secretar general al Partidului Național-Țărănesc condus de Iuliu Maniu și unul dintre apropiații acestuia.
În urma înscenării de la Tămădău, Iuliu Maniu a fost arestat la 14 iulie 1947 de autoritățile comuniste și judecat pentru „înaltă trădare” în procesul început la 29 octombrie 1947. La audieri, Maniu a fost chestionat și despre relațiile cu colaboratorii apropiați, aflați și ei în același "lot". În anchetă, o parte dintre aceștia s-au desolidarizat de Maniu, în special Vasile Serdici și Nicolae Penescu. Ulterior, declarațiile acestora (sugerate de completul de judecată) au apărut în ziarul Scânteia, ca dovadă a "demascării" lui Maniu de înșiși apropiații săi.
Cu toate acestea, în noiembrie 1947, Nicolae Penescu a fost condamnat de Tribunalul Militar al Regiunii II București la 5 ani de temniță grea, 2 ani de degradare socială, confiscarea averii și cheltuieli de judecată de 50.000 de lei.
La închisoarea Jilava, funcționa un comitet de reeducare format din deținuți, având ca președinte pe Nicolae Penescu și ca secretar al comitetului pe Dan Cernovodeanu. Reeducarea consta în lecturi (cărți, ziare, reviste), filme și denigrarea, în scris, a partidelor cărora le aparținuseră.
Nicolae Penescu a fost eliberat în 1964 (într-o scrisoare către Jean Monnet din 10 aprilie 1969 el declară că a fost închis până în iulie 1968, părăsind România în septembrie 1968)  și a putut emigra în Franța, permisiune ce i s-a acordat ca un gest de curtoazie față de generalul Charles de Gaulle, președintele francez, care va face o vizită în 1968 în România.
În vremea aceea, în exil se contura formarea unei ramuri externe a PNȚ, sub conducerea lui Nicolae Penescu, ultimul secretar general al partidului lui Iuliu Maniu. Penescu era contestat de cercurile foștilor țărăniști deoarece, cedând presiunilor Securității, depusese o mărturie defavorabilă lui Iuliu Maniu și celorlalți acuzați în timpul procesului din 29 octombrie – 11 noiembrie 1947. Nicolae Penescu a fost însă acceptat ca președinte al Uniunii Românilor Liberi, organizație a diasporei românești.
În Franța, după desființarea Comitetului Național Român, în iunie 1978, (împreună cu Dumitru Cristian Amzăr și Horațiu Comăniciu) Penescu a pus bazele Consiliului Național Român, cu reprezentanțe în 5 state europene, în SUA, Canada și Australia. Prin intermediul acestui organism, a adus la cunoștința lumii libere teroarea exercitată de regimul comunist din România. Când a avut loc, la Madrid, Conferința pentru Securitate în Europa, Nicolae Penescu s-a deplasat și el în capitala Spaniei, împreună cu o delegație care a înaintat participanților la conferință un memorandum documentat asupra situației din România, unde regimul comunist distrusese oamenii, sufletește și trupește, și patrimoniul național, dărâmat de Nicolae Ceaușescu.
Datorită biografiei și preocupărilor sale, Nicolae Penescu a fost permanent un obiectiv al Securității. După emigrare, în 1968, a urmat o perioadă în care supravegherea sa a cunoscut o intensitate relativ scăzută. Treptat însă, pe măsură ce acțiunile sale erau tot mai ofensive și deranjau regimul de la București, măsurile împotriva sa au cunoscut noi faze. La 3 februarie 1981, Nicolae Penescu, în vârstă de 85 de ani, a primit la locuința sa din Paris un pachet al cărui conținut declarat era o carte: "Memoriile lui Nikita Hrușciov" în limba spaniolă. În realitate, pachetul disimula o încărcătură explozivă, trimisă de Direcția de Informații Externe, din Securitatea română, condusă de generalul Nicolae Pleșiță. Explozia l-a rănit grav pe Nicolae Penescu la gât, piept, față și mâini, iar după câteva luni de spitalizare, acesta a decedat din cauza unor probleme respiratorii, după alte surse în urma unei crize cardiace.
Nicolae Penescu este înmormântat în porțiunea din extremitatea estică a cimitirului Père-Lachaise din Paris.